# Chaplin (film, 1992)
Pour les articles homonymes, voir Chaplin (homonymie).
Pour plus de détails, voir Fiche technique et Distribution.
Chaplin est un film multinational réalisé par Richard Attenborough et sorti en 1992. Il s'agit d'un film biographique sur la vie et la carrière artistique de Charlie Chaplin, basé notamment sur les ouvrages Histoire de ma vie (Chaplin) (1964) et Chaplin: His Life and Art (1985) de David Robinson.
Il reçoit des critiques mitigées à sa sortie, qui juge le film trop classique. Côté box-office, les résultats ne sont pas très positifs également. Le film obtient malgré tout trois nominations aux Oscars et aux Golden Globes. Robert Downey Jr., interprète du rôle-titre, obtient notamment le British Academy Film Award du meilleur acteur.

## Synopsis
Dans les années 1970 à Vevey en Suisse, Charlie Chaplin, âgé, se remémore sa carrière et sa vie et la raconte à George Hayden, l’éditeur de son autobiographie. Il remonte le fil de sa vie notamment lorsque dès l'âge de cinq ans, il commence sa carrière artistique en remplaçant, au pied levé, sa mère Hannah, artiste de music-hall prise d'une brusque crise de trac. Il est placé dans un foyer pour enfants pauvres, et sa mère est admise dans un asile psychiatrique. Son demi frère Syd lui présente un entrepreneur de spectacles qui l'engage pour une tournée dans des music-halls, puis il rejoint la troupe de Fred Karno, qui le choisit pour une tournée en Amérique du Nord, où il rencontre Mack Sennett, qui va le lancer dans l'industrie du cinéma.

## Fiche technique
- Titre original et francophone : Chaplin
- Réalisation : Richard Attenborough
- Scénario : William Boyd, Bryan Forbes et William Goldman, d'après une histoire de Diana Hawkins, d'après les livres Chaplin His Life and Art de David Robinson et My Autobiography de Charles Chaplin
- Musique : John Barry et José Padilla Sánchez
- Décors : Stuart Craig et Norman Dorme
- Costumes : Ellen Mirojnick et John Mollo
- Photographie : Sven Nykvist
- Montage : Anne V. Coates
- Production : Richard Attenborough, Mario Kassar, Terence A. Clegg et Diana Hawkins
- Société de production : Carolco Pictures, associée avec Canal+, RCS Video, Lambeth Productions Corp. et TriStar Pictures
- Pays de production :  États-Unis,  Royaume-Uni,  France,  Italie,  Japon
- Langue originale : anglais
- Format : noir et blanc et couleur - 1.85 : 1 - Dolby SR
- Genre : comédie dramatique et biographique
- Durée : 143 minutes
- Dates de sortie :
  - Royaume-Uni : 18 décembre 1992
  - États-Unis : 25 décembre 1992 (sortie limitée)
  - États-Unis : 8 janvier 1993 (sortie nationale)
  - France : 17 février 1993

## Distribution
- Robert Downey Jr. (VF : Arnaud Bedouët) : Charles Spencer Chaplin
- Geraldine Chaplin : Hannah Chaplin, mère de Charles et Sydney
- Paul Rhys (VF : Éric Herson-Macarel) : Sydney Chaplin, demi-frère de Charles
- John Thaw : Fred Karno
- Moira Kelly : Hetty Kelly / Oona O'Neill Chaplin
- Anthony Hopkins (VF : Jean-Pierre Moulin) : George Hayden[1]
- Dan Aykroyd (VF : Patrick Poivey) : Mack Sennett
- Marisa Tomei : Mabel Normand
- Penelope Ann Miller (VF : Caroline Beaune) : Edna Purviance
- Kevin Kline (VF : Dominique Collignon-Maurin) : Douglas Fairbanks
- Maria Pitillo : Mary Pickford
- Milla Jovovich (VF : Nathalie Spitzer) : Mildred Harris
- Kevin Dunn (VF : Jean-Yves Chatelais) : J. Edgar Hoover
- Deborah Moore : Lita Grey
- Diane Lane (VF : Sophie Deschaumes) : Paulette Goddard
- Nancy Travis (VF : Marie Vincent) : Joan Barry
- James Woods (VF : Patrick Floersheim) : Joseph Scott[1]
- Graham Sinclair (VF : Richard Darbois) : le maître de cérémonie
- David Gant (en) (VF : Jacques Brunet) : le maitre d'hôtel à Londres
- Phil Brown (VF : Robert Darmel) : le projectionniste
- Matthew Cottle (VF : Sylvain Clément) : Stan Laurel
- David Duchovny (VF : Michel Mella) : Roland Totheroh
- David Mooney : le photographe du mariage
- Francesca Buller : Minnie Chaplin
- Brad Blumenthal : le photographe de la fête
- Donnie Kehr (VF : Maurice Decoster) : Joseph Curb, l’ingénieur du son
- Norbert Weisser : le diplomate allemand

Source VF[réf. nécessaire]

## Production

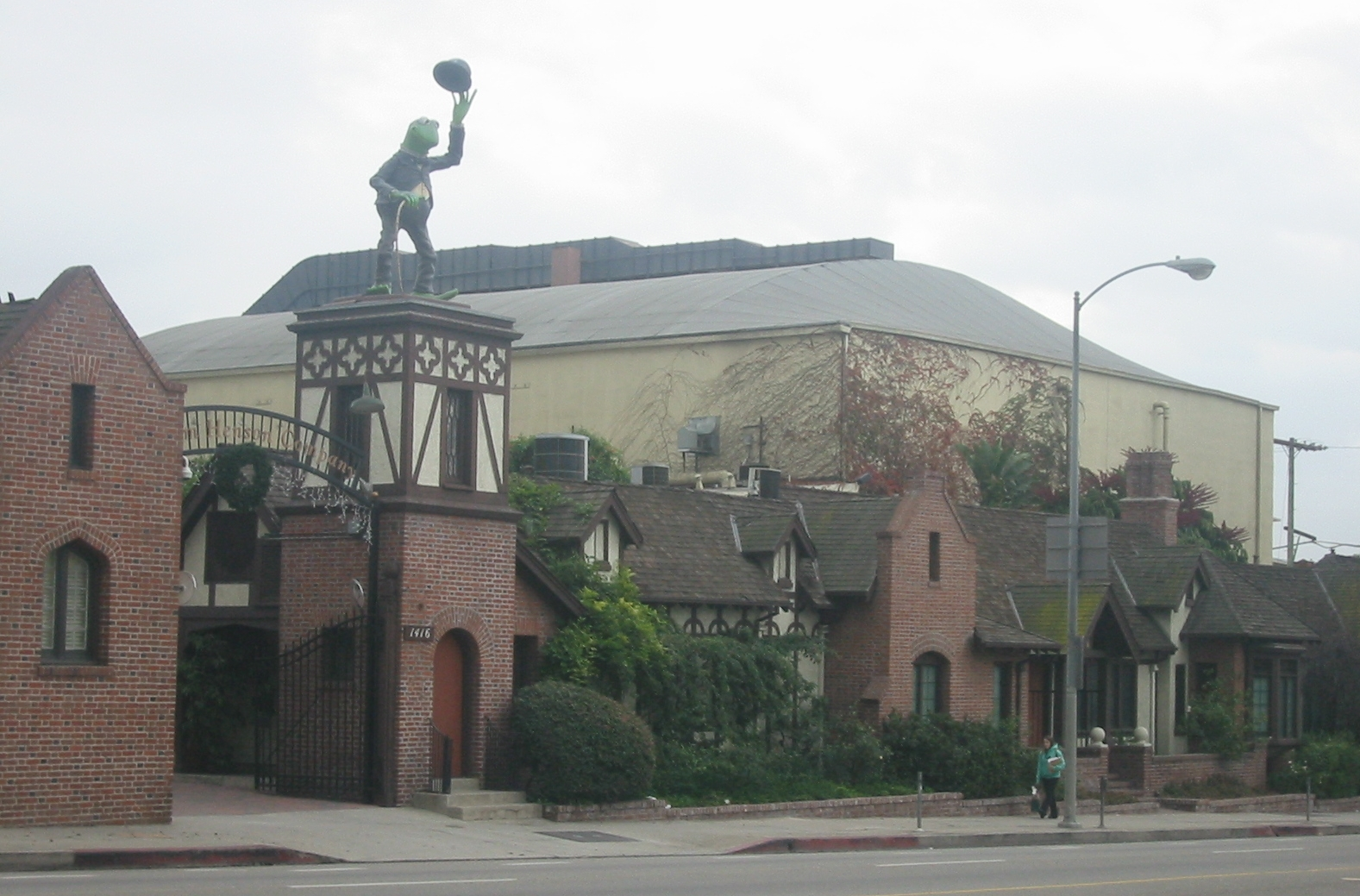
Les Jim Henson Company Lot, anciennement Chaplin Studios, ont servi au film

### Genèse et développement
Richard Attenborough acquiert les droits de la biographie de Charlie Chaplin en 1988 et développe le film avec Universal. Selon Marc Wanamaker, qui a été conseiller sur le film, le cinéaste avait pensé à un temps une mini-série pour explorer pleinement la vie de Chaplin.
Alors que le film devait se produire via Universal Pictures, Richard Attenborough collabore finalement avec Mario Kassar. Ce dernier n'a qu'une seul exigence : que le film revienne sur les dernières années de vie de Chaplin en Suisse. William Goldman est alors chargé d'écrire ces nouvelles séquences. Bien que la plupart des éléments du scénario de Bryan Forbes ont été abandonnés, il est crédité au générique en raison des règles imposées par la Writers Guild of America car une grande partie du cadre était dérivée de son scénario.
Le film s'intitulait initialement Charlie avant de changer pour éviter toute confusion avec Charly (1968) de Ralph Nelson.

### Attribution des rôles
Si Richard Attenborough voulait Robert Downey Jr. pour le rôle-titre, Universal préfère des acteurs plus connus comme Dustin Hoffman, Robin Williams et Billy Crystal,. Jim Carrey sera également un temps envisagé. Dans la série documentaire My Next Guest Needs No Introduction de David Letterman, Robert Downey Jr. révèle que Richard Attenborough avait également pensé à Tom Cruise. La production a un temps songé à Nick Nolte pour incarner Chaplin à la fin de sa vie.
Pour son rôle, Robert Downey Jr. s'est longuement préparé et a visionné tous les films de l'acteur-réalisateur. Pour s'en approcher, il a notamment appris à jouer du violon et au tennis de la main gauche.
Kevin Kline, dont le nom avait été évoqué pour incarner le personnage principal, prête ici ses traits à Douglas Fairbanks. Il n'était initialement pas disponible en raison de la naissance de son enfant, mais Richard Attenborough a accepté de décaler d'un mois le tournage de cette scène. Pierce Brosnan a été également été envisagé.
Geraldine Chaplin, fille de Charlie Chaplin, interprète ici sa propre grand-mère, Hannah Chaplin.
John Goodman et Winona Ryder ont été envisagés pour les rôles respectifs de Mack Sennett et Mildred Harris. Patsy Kensit a quant à elle auditionné pour jouer Oona Chaplin.

### Tournage
Le tournage a lieu à Los Angeles (Chaplin Studios, Los Angeles Theatre, Raleigh Studios) et en Californie (Veluzat Motion Picture Ranch, Alabama Hills, Walt Disney Studios Burbank, Universal Studios, West Fillmore, Santa Paula), en Suisse (Vevey), en Angleterre (Wilton's Music Hall (en), Smithfield et St Pancras à Londres, Cliveden dans le Buckinghamshire, studios de Shepperton), sur le Queen Mary.

## Sortie et accueil

### Critique
Le film a reçu des critiques mitigées, louées pour ses valeurs de production élevées, mais de nombreuses critiques l'ont rejeté comme un biopic trop lustré. Sur le site d'agrégation de critiques Rotten Tomatoes, le film obtient 60% d'avis favorables, pour 55 critiques et une note moyenne de 5,7⁄10. Le consensus suivant résumé les avis collectés : « Chaplin peut se targuer d'une formidable performance de Robert Downey Jr. dans le rôle titre, mais cela ne suffit pas à surmonter un biopic stéréotypé qui n'a rien à voir avec les films classiques sur son sujet. » Sur le site Metacritic, qui utilise une moyenne pondérée, le film obtient la note de 47⁄100 pour 22 critiques.

### Box-office
Le film disposait d'un budget de 31 millions de dollars, et a rapporté 9,493 millions de dollars. Il sort d'abord dans 5 salles américaines pour rentrer en compétition avec les films nommés aux Oscars de 1993.
En France, Chaplin attire 252 078 spectateurs en salles.

## Distinctions
Chaplin a été nommé pour 3 Golden Globes et 3 Oscars en 1993 mais n'en a remporté aucun :
- Golden Globe du meilleur acteur dans un film dramatique pour Robert Downey Jr.
- Golden Globe de la meilleure actrice dans un second rôle pour Géraldine Chaplin
- Golden Globe de la meilleure musique pour John Barry
- Oscar du meilleur Acteur pour Robert Downey Jr.
- Oscar de la meilleure Direction Artistique
- Oscar de la meilleure Composition Originale pour John Barry

Chaplin a été nommé pour 4 BAFTA en 1993 et en a remporté un :
- BAFTA du meilleur acteur pour Robert Downey Jr.
- Nomination au BAFTA de la meilleure direction artistique
- Nomination au BAFTA des meilleurs costumes
- Nomination au BAFTA des meilleurs maquillages et coiffures

Robert Downey Jr. remporte également en 1993 un London Critics Circle Film Awards de l’acteur de l’année dans un drame biographique pour Chaplin.